# Prodidomus wunderlichi
Prodidomus wunderlichi is een spinnensoort in de taxonomische indeling van de Prodidomidae.
Het dier behoort tot het geslacht Prodidomus. De wetenschappelijke naam van de soort werd voor het eerst geldig gepubliceerd in 2001 door Christa Deeleman-Reinhold.